# 妹尾栄里子
妹尾 栄里子（せお えりこ、1979年3月12日 - ）は、日本の元スピードスケート選手。北海道帯広市出身。
白樺学園高等学校を卒業後王子製紙に入社、その後松本電気鉄道（のちのアルピコ交通）へ移籍した。アルピコが廃部となった後再び王子製紙所属となった。
2002年ソルトレイクシティオリンピック代表に選ばれ、女子3000m19位となった。
2006年トリノオリンピック代表に選ばれ、女子3000m20位タイとなった。
2007年-2008年シーズン終了後、現役を引退した。

## 自己記録
| 種目  | 記録      |
| ----- | --------- |
| 500m  | 40秒52    |
| 1000m | 1分18秒93 |
| 1500m | 1分58秒46 |
| 3000m | 4分07秒25 |
| 5000m | 7分09秒95 |